# Joseph Keunen
Joseph Gerard Jacob Maria Keunen (Hamont, 18 oktober 1898 - aldaar, 6 mei 1983) was een Vlaams letterkundige en schrijver.

## Familie
Keunen werd geboren te Hamont in Belgisch-Limburg als zoon van burgemeester Louis Keunen en diens echtgenote Elisabeth Claes. Zijn grootvader Johannis Lambertus Keunen stamt uit een Nederlandse familie die behoort tot het Nederland's Patriciaat.

## Loopbaan

### België
Joseph Keunen was politiek gevangene tijdens de Eerste Wereldoorlog. Hij werd tot priester gewijd te Luik op 8 april 1923 en nadien aangesteld als godsdiensleraar aan de Regentenschool te Sint-Truiden en later aan het Atheneum aldaar. Hij promoveerde in de Engelse taal en letterkunde te Leuven en was in 1940 laureaat van de Joris Eeckhoutprijs van de Koninklijke Vlaamsche Academie voor zijn biografie over George Bernard Shaw (een boek dat hij opdroeg aan zijn vader ter gelegenheid van diens zilveren jubileum als burgemeester). In 1944 ontving hij dezelfde prijs voor een biografie die hij schreef ter gelegenheid van de 150e geboortedag van Percy Bysshe Shelley. Beide boeken werden uitgegeven door het Davidsfonds.

### Verenigde Staten
Na de Tweede Wereldoorlog was hij werkzaam in de Verenigde Staten, aan de Seton Hall University te Newark, de Marquette University te Milwaukee, de North Carolina University te Chapel Hill en de Los Angeles University waar hij Angelsaksische literatuurstudies verrichtte. In 1967 publiceerde hij een vertaling van de poëzie van de Engelse jezuïet en dichter Gerard Manley Hopkins die werd opgedragen aan de gouverneur van Belgisch-Limburg, Dr. Louis Roppe. Als publicist schreef hij diverse boeken en vele artikelen, o.a. onder het pseudoniem J. van Harmelen. Over de genealogie van zijn familie schreef hij in de jaren zeventig een lijvig manuscript dat de basis werd van de in 1998 door het Centraal Bureau voor Genealogie in Den Haag gepubliceerde genealogie Keunen.

### Terug in België
In 1959 werd hij in Vlaanderen benoemd tot inspecteur van het katholiek onderwijs, een functie die hij bekleedde tot 1976. Vanwege zijn onderwijsverdiensten werd hij benoemd tot Ere-inspecteur van het Middelbaar Onderwijs en tot Ridder in de Leopoldsorde. Keunen overleed op 84-jarige leeftijd in het klooster van de zusters Ursulinen in Hamont-Achel.
- Digitale Bibliotheek voor de Nederlandse Letteren: keun009
- Gemeinsame Normdatei: 1180510143
- International Standard Name Identifier: 0000 0003 9075 1336
- Nederlandse Thesaurus van Auteursnamen: 072361158
- Virtual International Authority File: 284433498
- WorldCat: E39PBJt8kmp3HkqpkmVPgV7yh3